# 貝拉克·奧巴馬內閣
巴拉克·奧巴馬內閣（英語：Cabinet of Barack Obama）是指巴拉克·奧巴馬於第44任美國總統任內（2009年至2017年）領導的聯邦政府。根據美國憲法，總統有權向美國參議院提名其內閣成員，並須經參議院確認。
在部長人選獲得參議院確認前，聯邦行政機關的高級職員會暫代領導相關部門。奧巴馬政府的籌組始於2008年總統選舉結束後的政權過渡期間，於2009年1月20日正式上任。奧巴馬於2012年成功連任，並於2017年1月20日卸任，由唐納·川普接任。

## 總統
美國總統是美國的國家元首、政府首腦和三軍統帥，根據1787年通過的美國憲法而設立，行使憲法賦予的行政權，領導內閣和聯邦行政部門。總統每屆任期4年，連選連任不得多於2次，由選舉人團間接選舉產生。

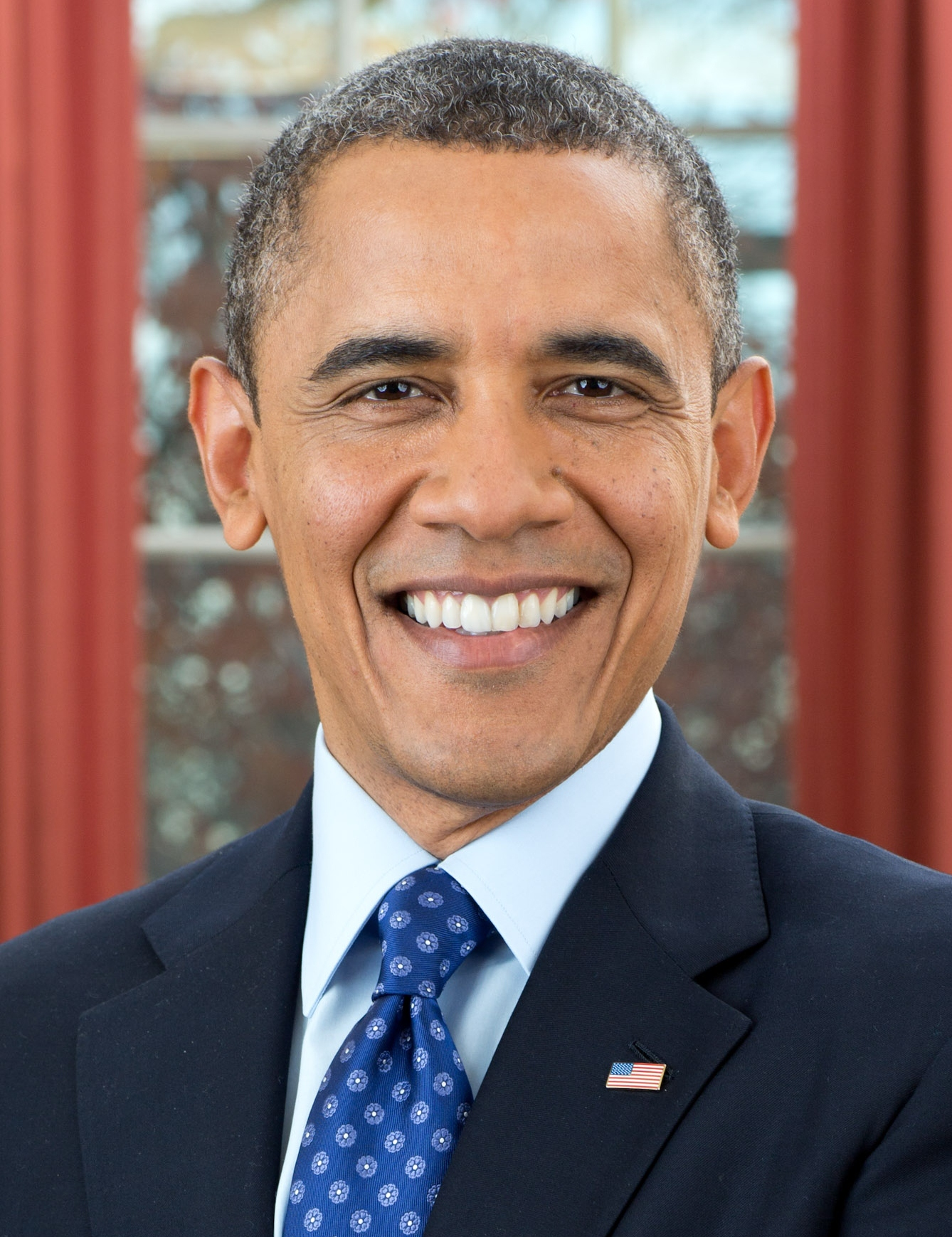
巴拉克·奧巴馬總統

## 內閣
巴拉克·奧巴馬內閣由總統奧巴馬提名並經美國參議院確認的內閣成員組成，涵蓋包括國務卿、財政部長、國防部長等在內的多個聯邦政府部門首長。內閣成員在奧巴馬兩屆任期內有多次更替，部分職位由代理官員短暫擔任。奧巴馬政府亦創下美國歷史上任命非裔、女性、亞裔與拉美裔等多元背景人士為高級官員的重要先例。
| 貝拉克·奧巴馬總統內閣成員列表                                             | 貝拉克·奧巴馬總統內閣成員列表               | 貝拉克·奧巴馬總統內閣成員列表                                 | 貝拉克·奧巴馬總統內閣成員列表                   |
| ------------------------------------------------------------------------- | ------------------------------------------- | ------------------------------------------------------------- | ----------------------------------------------- |
| 當選職位（副總統）－其餘內閣成員依總統任命，任期視總統決定 不需參議院確認 |                                             |                                                               |                                                 |
| 來源：                                                                    |                                             |                                                               |                                                 |
| 職位 提名／確認日期                                                       | 人選                                        | 職位 提名／確認日期                                           | 人選                                            |
| 美國副總統 提名：2008年8月22日 當選：2008年11月4日 就任：2009年1月20日    | 美國參議員 喬·拜登 來自德拉瓦州             | 美國國務卿 提名：2012年12月21日 就任：2013年2月1日            | 美國參議員 約翰·克里 來自麻薩諸塞州             |
| 美國財政部長 提名：2013年1月10日 就任：2013年2月28日                      | 白宮幕僚長 杰克·卢 來自紐約州               | 美國國防部長 提名：2014年12月5日 就任：2015年2月17日          | 國防部副部長 阿什顿·卡特 來自賓夕法尼亞州       |
| 美國司法部長 提名：2014年11月8日 就任：2015年4月27日                      | 美國聯邦檢察官 洛麗泰·林奇 來自紐約州       | 美國內政部長 提名：2013年2月6日 就任：2013年4月12日           | REI 執行長 薩莉·朱厄爾 來自華盛頓州             |
| 美國農業部長 代理就任：2017年1月13日                                      | 農業部次長 邁克爾·斯庫斯 來自德拉瓦州       | 美国商务部长 提名：2013年5月2日 就任：2013年6月26日           | 企業家 潘妮·普利茨克 來自伊利諾州               |
| 美国劳工部长 提名：2013年3月18日 就任：2013年7月23日                      | 助理司法部長 托马斯·佩雷斯 來自馬里蘭州     | 美國衛生及公共服務部長 提名：2014年4月11日 就任：2014年6月9日 | 預算管理局局長 西爾維婭·伯威爾 來自西維吉尼亞州 |
| 美國住宅及城市發展部長 提名：2014年5月22日 就任：2014年7月28日            | 聖安東尼市長 朱利安·卡斯特羅 來自德克薩斯州 | 美國交通部長 提名：2013年4月29日 就任：2013年7月2日           | 夏洛特市長 安东尼·福克斯 來自北卡羅來納州       |
| 美國能源部長 提名：2013年3月4日 就任：2013年5月21日                       | 能源部前次長 欧内斯特·莫尼兹 來自麻薩諸塞州 | 美國教育部長 提名：2015年12月10日 就任：2016年1月1日          | 代理教育部長 約翰·金 來自紐約州                 |
| 美国退伍军人事务部长 提名：2014年7月7日 就任：2014年7月30日               | 寶潔前CEO 罗伯特·麦克唐纳 來自俄亥俄州      | 美国国土安全部长 提名：2013年10月18日 就任：2013年12月23日    | 國防部法律顧問 傑·約翰遜 來自紐約州             |

| 貝拉克·奧巴馬政府內閣級官員                                 | 貝拉克·奧巴馬政府內閣級官員                            | 貝拉克·奧巴馬政府內閣級官員                               | 貝拉克·奧巴馬政府內閣級官員                   |
| 職位 提名／確認日期                                         | 人選                                                   | 職位 提名／確認日期                                       | 人選                                          |
| ----------------------------------------------------------- | ------------------------------------------------------ | --------------------------------------------------------- | --------------------------------------------- |
| 白宮幕僚長 提名：2013年1月20日 就任：2013年1月20日          | 副國安顧問 丹尼斯·麦克多诺 來自馬里蘭州                | 環境保護署署長 提名：2013年3月4日 就任：2013年7月18日     | EPA 助理署長 吉娜·麥卡錫 來自康乃狄克州       |
| 行政管理與預算局局長 提名：2014年5月22日 就任：2014年8月5日 | 前住宅部長 肖恩·多諾萬 來自紐約州                      | 美國貿易代表 提名：2013年5月2日 就任：2013年6月21日       | 副國安顧問 麥可·傅洛曼 來自華盛頓哥倫比亞特區 |
| 駐聯合國大使 提名：2013年6月5日 就任：2013年8月5日          | 總統特別助理 萨曼莎·鲍尔 來自華盛頓哥倫比亞特區        | 經濟顧問委員會主席 提名：2013年6月10日 就任：2013年8月2日 | 經濟政策副主任 傑森·弗爾曼 來自麻薩諸塞州     |
| 小企業署署長 提名：2014年1月15日 就任：2014年4月7日         | 加州商業交通廳前廳長 瑪麗亞·康特雷拉斯-斯威特 來自加州 |                                                           |                                               |